# 다비드 아브라암
다비드 앙헬 아브라암(스페인어: David Ángel Abraham, 1986년 7월 16일 ~ )은 아르헨티나의 축구 선수로 포지션은 센터백이다.